# Mina Popović
Mina Popović (serbisch-kyrillisch Мина Поповић; * 6. September 1994 in Kraljevo, BR Jugoslawien) ist eine serbische Volleyballspielerin.

## Karriere
Mina Popović spielt seit 2013 als Mittelblockerin in der serbischen Nationalmannschaft. Sie gewann bei den Olympischen Spielen 2021 in Tokio die Bronzemedaille. Außerdem wurde sie 2017 und 2019 Europameisterin. Popović spielte bei folgenden Vereinen: Poštar 064 Belgrad, OK Roter Stern Belgrad (dreimal serbische Meisterin und viermal Pokalsiegerin), Obiettivo Risarcimento Vicenza, Foppapedretti Bergamo, Il Bisonte Firenze, Pomì Casalmaggiore und Savino Del Bene Scandicci. Seit 2021 ist sie bei Fenerbahçe Istanbul aktiv.